# 軽井沢古墳
軽井沢古墳（かるいざわこふん）は、神奈川県横浜市西区南軽井沢にあった古墳である。形状は前方後円墳。現在では墳丘は失われ、跡地は横浜市登録地域史跡に登録されている。

## 概要
神奈川県東部、帷子川下流域左岸の丘陵上に築造された古墳である。1966年（昭和41年）に全面的な発掘調査が実施され、現在は失われている。
墳形は前方後円形で、前方部を南西方向に向けた。墳丘は3段築成。墳丘周囲には幅3メートルの周濠が巡らされる。埋葬施設は後円部における横穴式石室と、前方部における竪穴式石室の2基である。前者（後円部横穴式石室）は南南東のくびれ部方向に開口した。軟質砂岩（泥岩）の切石積みによって構築されており、全長約4.3メートル・幅約1.3メートル・高さ0.6-0.7メートルを測り、内部からは耳環・水晶製切子玉が検出されている。後者（前方部竪穴式石室）は墳丘主軸に直交した。硬質砂岩（泥岩）の切石によって構築されており、長さ2.7メートル・幅1.1メートル・高さ0.7メートルを測り、内部からは鉄刀・刀子・ガラス小玉・須恵器（提瓶）などが検出されている。
この軽井沢古墳は、古墳時代終末期の7世紀前半頃の築造と推定される。付近では軽井沢横穴墓群・宮ヶ谷横穴墓群・「富士の人穴」横穴墓群（浅間神社を参照）が所在し、それらの盟主墳に位置づけられる。また横浜市域の前方後円墳としては最末期に位置づけられ、南関東地方としても7世紀代の前方後円墳の動向を考察するうえで重要視される古墳になる。
古墳跡地は2000年（平成12年）に横浜市登録地域史跡に登録されている。

## 遺跡歴
- 1926年（大正15年）、報告[3]。
- 1966年（昭和41年）、自動車教習所建設に伴う発掘調査[3]。
- 2000年（平成12年）11月6日、跡地が横浜市登録地域史跡に登録[4]。

## 墳丘
墳丘の規模は次の通り。
- 古墳総長：30.5メートル[3] - 周濠を含めた全長。
- 墳丘長：26.5メートル
- 後円部
  - 直径：19.5メートル
  - 高さ：2.9メートル
- 前方部
  - 幅：16メートル
  - 高さ：2.3メートル

## 文化財

### 横浜市登録地域文化財
- 史跡
  - 軽井沢古墳跡 - 2000年（平成12年）11月6日登録[4]。

## 関連文献
（記事執筆に使用していない関連文献）
- 甘粕健・田中義昭・井上義弘・沢田大多郎「全掘された前方後円墳 西区軽井沢古墳」『科学読売』第17巻第12号、読売新聞社、1965年。
- 甘粕健「神奈川県横浜市軽井沢古墳」『日本考古学年報』第18号、日本考古学会、1970年。